# Lo Monastièr
|  | No s'ha de confondre amb el municipi de Lo Monestièr de Briançon dels Alts Alps.. |

Lo Monastièr (en francès Le Monastier-Pin-Moriès) és un municipi del departament francès del Losera a la regió d'Occitània.